# Mazières-en-Mauges
Mazières-en-Mauges – miejscowość i gmina we Francji, w regionie Kraj Loary, w departamencie Maine i Loara.
Według danych na rok 2010 gminę zamieszkiwało 1000 osób, a gęstość zaludnienia wynosiła 112 osób/km².